# Fidela Oller
Fidela Oller (1869 - 1936) est une religieuse espagnole, professe dans la congrégation des sœurs de Saint Joseph de Gérone. Assassinée in odium fidei durant les persécutions religieuses de la guerre d'Espagne, elle est vénérée comme bienheureuse et martyre par l'Église catholique. 

## Biographie
A l'âge de 17 ans, elle aspire à la vie religieuse et intègre la congrégation des Sœurs de Saint-Joseph de Gérone. Elle prononce ses vœux religieux en 1892. 
Elle offre ses services dans de nombreux hôpitaux où elle se dévoue aux malades et aux plus miséreux avec un profond devoir religieux. Elle devient la supérieure de nombreuses communautés de sa congrégation. En 1927, avec un groupe de sœurs, elle fonde le couvent de Gandia, dont elle devient la supérieure. Connue pour ses conseils, sa piété et ses qualités humaines, elle devient un exemple pour ses religieuses.
C'est pour ces faits que le 30 août 1936, durant la persécution religieuse de la guerre d'Espagne, elle est arrêtée puis torturée par les miliciens. Elle succombe à ses blessures, à l'âge de 67 ans.

## Béatification
Fidela Oller et ses deux compagnes (Josefa Monrabal et Facunda Margenat) sont béatifiées le 5 septembre 2015 à Gérone, lors d'une cérémonie présidée par le cardinal Angelo Amato, représentant du pape François. Sa fête liturgique est fixée au 30 août.